# Успенский, Лев Васильевич
Лев Васи́льевич Успе́нский (27 января [8 февраля] 1900, Санкт-Петербург, Российская империя — 18 декабря 1978, Ленинград, СССР) — русский советский писатель, лингвист и филолог, публицист, переводчик, журналист, военный корреспондент. Член Союза писателей СССР (1939).

## Биография
Родился в семье инженера-геодезиста. Отец, Василий Васильевич, происходил из разночинной семьи — дед был провинциальным банковским бухгалтером; мать, Наталья Алексеевна (ум. 1923), происходила из дворянской семьи Костюриных. Кроме Льва в семье был ещё один ребёнок, младший брат Всеволод (1902—1960). Семья жила на Бассейной улице (ныне — улица Некрасова). В пять лет Лев научился читать и в 1906 году поступил в школу, но по настоянию врача был переведён в детский сад. В 1912 году поступил в гимназию К. И. Мая.
Октябрьскую революцию 1917 года Успенский и его семья встретили с одобрением. К тому времени Успенские жили в доме № 9 на Нюстадтской улице (ныне — Лесной проспект). Его отец работал у Калинина в Петрограде, затем переехал в Москву, где вместе с Бонч-Бруевичем и двумя своими братьями стал одним из инициаторов, а потом и руководителей Главного геодезического управления, в котором работал до своей смерти в 1931 году.
После революции Успенский с матерью и братом жил в Псковской губернии, занимался сельским хозяйством, а в 1918—1919 работал землемером. Зимой 1919 года он вернулся в Петроград, учился в Лесном институте. В 1920 был мобилизован в трудармию, работал на лесозаготовках, проходил начальное военное обучение. Затем участвовал в Гражданской войне на стороне красных, был топографом штаба 10-й стрелковой дивизии, сражался с отрядами Булак-Балаховича, получил тяжёлую контузию под Варшавой. В 1921—1922 работал помощником лесничего, а осенью 1922 года возвратился в Петроград, где повторно сдал экзамены в Лесной институт. В то же время познакомился с Александрой Семёновной Ивановой (1902—1990), которая вскоре стала его женой. В 1923—1924 годах Лесной институт был реорганизован и Успенский ушёл из него.
Осенью 1925 года поступил на Высшие курсы искусствоведения при Государственном институте истории искусств, которые окончил в 1929 году. В 1925 году опубликовал свою первую научную работу — о «Русском языке эпохи революции». Был лектором по биологии, преподавал черчение, русский язык, работал методистом кабинета наглядной агитации.
В 1928 году в харьковском частном издательстве «Космос» (в Ленинграде не был разрешён к печати ГПУ) был опубликован написанный Успенским в соавторстве Львом Рубиновым (Рубиновичем) под общим псевдонимом Лев Рубус авантюрный роман «Запах лимона». Этот фантастико-приключенческий роман, написанный в характерном для 1920-х годов стиле «красный Пинкертон», описывает борьбу международных сил за овладение «революционитом» — радиоактивным веществом необычайной силы, найденным в метеорите.
После окончания Института истории искусств работал редактором. В 1930—1932 годах был аспирантом Государственного института речевой культуры. Был учеником, а позже коллегой по работе многих известных советских лингвистов: академиков Виноградова, Ларина, Щербы, члена-корреспондента АН СССР Бархударова, профессоров Якубинского, Рифтина. Преподавал русский язык в вузе под руководством Степана Бархударова.
С самого нежного детства, и сам не знаю почему, я дал себе слово — стать писателем. Именно этот род человеческой деятельности по причинам, которые я затрудняюсь объяснить, представлялся мне вершиной всякого благородства и блаженства.
В 1935—1936 годах Успенский работал в Доме занимательной науки, одним из организатором которого он был. Тогда же начал печататься в детских журналах «Чиж» и «Ёж», затем выпустил отдельную книжку детских рассказов «Кот в самолёте». С конца 1936 года и до начала Великой Отечественной войны заведовал научно-познавательным отделом журнала «Костёр». Тогда же участвовал в работе над древнерусским словарём, написал две книги по древнегреческой мифологии: «12 подвигов Геракла» и «Золотое руно» (позднее книги вышли под общим названием «Мифы Древней Греции»). В 1939 году вступил в члены Союза писателей СССР. В том же году вышел в свет написанный им совместно с военным историком Георгием Караевым роман «Пулковский меридиан», в котором описаны исторические события 1919 года.
С начала 1930-х годов Успенский работал над романом «1916», отрывки которого публиковались в периодике, однако полной его публикации помешала начавшаяся Великая Отечественная война (роман был издан лишь в 2010 году).
23 июня 1941 года Успенский был призван в армию и в звании интенданта 3 ранга флота получил направление в Лебяжье, на Кронштадтские береговые посты. Больше года прослужил в политотделе Ижорского укреплённого района, работая военным корреспондентом в редакции газеты «Боевой залп». В январе 1943 года вместе со Всеволодом Вишневским был командирован на правый берег Невы и стал очевидцем прорыва блокады между 12 и 25 января. Был награждён орденом Красной Звезды.
С сентября 1944 года он находился в командировке на Дунайской флотилии, два месяца провёл на Балканах, в Румынии, Болгарии и других странах, следуя за наступающими частями Советской Армии. В конце ноября 1944 года приехал в Москву, осенью 1945 года был демобилизован и вернулся в Ленинград к семье.
В 1946 году в журнале «Вокруг света» появился научно-фантастический рассказ Успенского «Плавание „Зеты“» — о плавании подводной лодки по подземным рекам Европы.
В 1951 году писатель совершил большое путешествие по стране: ездил в Среднюю Азию, прошёл на маленьком буксире всю Амударью от Чарджоу до Нукуса. В результате этой поездки были написаны статьи и цикл стихотворений о Средней Азии.
В 1954 году в «Детгизе» была впервые издана одна из самых известных книг Успенского «Слово о словах» — его первая популярная книга по языкознанию. В 1955 году «Детгиз» выпустил роман «Шестидесятая параллель», также написанный Успенским в соавторстве с Караевым, в котором отражены события Великой Отечественной войны и обороны Ленинграда в период от начала войны до весны 1942 года. В 1960 году в том же издательстве появилась вторая филологическая книга Успенского «Ты и твоё имя». В это же время в соавторстве с К. Н. Шнейдер Успенским была написана книга по археологии «За семью печатями», изданная издательством «Молодая гвардия», и книга о Ленинграде «На 101 острове», вышедшая в Ленинградском отделении издательства «Детгиз» в 1957 году.
В 1960-е годы Успенский занимал должность председателя секции научно-художественной и научно-фантастической литературы Ленинградского отделения Союза Писателей СССР, был членом редколлегии научно-художественного альманаха «Хочу всё знать», журнала «Костёр».
В марте 1970 года за заслуги в развитии советской литературы и в связи с 70-летием со дня рождения был награждён орденом Трудового Красного Знамени. В том же году вышла его автобиографическая книга «Записки старого петербуржца». Позднее были опубликованы две его фантастические повести: «Эн-два-о плюс икс дважды» (1971) и «Шальмугровое яблоко» (1972). В последние годы жизни Успенский работал над книгой рассказов «Записки старого скобаря». Анонсированный роман писателя «Звезда Кси» так и не был закончен. В детстве жил на Лесном проспекте. Затем жил на Зверинской (д. 31) и Галерной (дом 41) улицах.
Умер в Ленинграде, похоронен на Богословском кладбище; могила находится на Братской дорожке (участок 74).
Внучатый племянник (внук театрального педагога Всеволода Успенского) — Георгий Анатольевич Карамышев, сотрудник Музея истории школы Карла Мая.

## Публикации

### Книги по языкознанию
- Успенский Л. В. Как ваше имя? Словарик имён. — Л.: Дом занимательной науки, 1939. — 16 с. — 200 000 экз.
- Успенский Л. В. Что означает ваше имя? Словарик имён / Рис. В. А. Гальба. — Л.: Дом занимательной науки, 1940.
- Успенский Л. В. Слово о словах. [Очерки о языке]. — Л.: Детгиз, 1954. — 296 с. — 30 000 экз.
- Успенский Л. В. Слово о словах. (Очерки о языке). — Изд. 2-е. — Л.: Детгиз, 1956. — 312 с. — (Школьная библиотека). — 100 000 экз.
- Успенский Л. В. Слово о словах. (Очерки о языке). — Доп. изд. — [М.]: Молодая гвардия, 1957. — 382 с. — 75 000 экз.
- Успенский Л. В. Слово о словах. (Очерки о языке). — Изд. 3-е. — М.: Молодая гвардия, 1960. — 389 с. — 60 000 экз.
- Успенский Л. В. Ты и твоё имя. — Л.: Детгиз, 1960. — 293 с. — 30 000 экз.
- Успенский Л. В. Слово о словах. — Ты и твоё имя. — Л.: Лениздат, 1962. — 634 с. — 300 000 экз.
- Успенский Л. В. Почему не иначе? Этимологический словарик школьника. — М.: Детская литература, 1967. — 302 с. — 75 000 экз.
- Успенский Л. В. Имя дома твоего. Очерки по топонимике / Илл. Ю Киселёв. — Л.: Детская литература, 1967. — 303 с. — 150 000 экз.
- Успенский Л. В. Загадки топонимики. — М.: Молодая гвардия, 1969. — 269 с. — (Серия «Эврика»). — 65 000 экз.
- Успенский Л. В. Слово о словах. [Очерки о языке. Изд. 5-е, пересмотр. и доп.] — Почему не иначе. [Этимологический словарик школьника]. — Л.: Детская литература, 1971. — 720 с. — 75 000 экз.
- Успенский Л. В. Ты и твоё имя: [Рассказы об именах. Изд. 3-е]. — Имя дома твоего. [Очерки по топонимике. Изд. 2-е]. — Л.: Детская литература, 1972. — 574 с. — 75 000 экз.
- Успенский Л. В. По закону буквы. — М.: Молодая гвардия, 1973. — 240 с. — (Серия «Эврика»). — 100 000 экз.
- Успенский Л. В. Загадки топонимики. — Изд. 2-е. — М.: Молодая гвардия, 1973. — 269 с. — (Серия «Эврика»). — 65 000 экз.
- Успенский Л. В. Слово о словах. [Очерки о языке] — Имя дома твоего. [Очерки по топонимике]. — Л.: Лениздат, 1974. — 719 с. — 200 000 экз.
- Успенский Л. В. Культура речи. [Размышления писателя]. — М.: Знание, 1976. — 96 с. — (Народный университет. Педагогический факультет. 3). — 324 300 экз.
- Успенский Л. В. Беда с этим козликом. Рассказы о правописании / Рис. В. Гусева. — Л.: Детская литература, 1978. — 112 с. — 150 000 экз.
- Успенский Л. В. По закону буквы. — 2-е изд. — М.: Молодая гвардия, 1979. — 240 с. — (Серия «Эврика»). — 100 000 экз.
- Успенский Л. В. По дорогам и тропам языка / Рис. В. Воробьева. — М.: Детская литература, 1980. — 271 с. — 75 000 экз.
- Успенский Л. В. Слово о словах: Очерки о языке / Рис. Ю. Кисилёва. — Переизд. — Л.: Дет. лит., 1982. — 287 с. — (Школьная библиотека. Для средней школы). — 100 000 экз.
- Успенский Л. В. Слово о словах: Очерки о языке / Худож. И. Кожемяка. — Киев: Веселка, 1987. — 366 с. — (Школьная библиотека). — 200 000 экз.
- Успенский Л. В. За языком до Киева: Лингвист. проза. Повесть. Рассказы. Публицистика. Письма. / Худ. В. Б. Мартусевич. — Л.: Лениздат, 1988. — 509 с. — 200 000 экз. — ISBN 5-289-00176-X.
- Успенский Л. В. Слово о словах: Очерки о языке. — Минск: Народная асвета, 1989. — 380 с. — (Школьная библиотека). — 25 000 экз. — ISBN 5-341-00261-X.
- Успенский Л. В. Ты и твоё имя. — Волгоград: Нижне-Волжское книжное издательство, 1994. — 284 с. — 20 000 экз. — ISBN 5-7610-0394-5.

### Другие научно-популярные книги
- Успенский В. В., Успенский Л. В. Двенадцать подвигов Геракла. Мифы древней Греции / Рис. А. Самохвалова. — М.—Л.: Детиздат, 1938. — 64 с. — 25 000 экз.
- Успенский Л. В. Корабли. (Из истории корабельного дела) / Рис. В. Тамби. — Л.: Детиздат, 1939. — 32 с. — 50 000 экз.
- Успенский В. В., Успенский Л. В. Два полёта. Зачем нужно было лететь через Северный полюс: [На эвенк. и рус. яз.]. — Издательство Главсевморпути, 1939. — 26 с. — 4000 экз.
- Успенские В. и Л. Золотое руно / Рисунки К. Рудакова. Переплёт и титул В. Зенкович. — М.—Л.: Детгиз, 1941. — 104 с. — 50 000 экз.
- Успенские В. и Л. Мифы древней Греции. — М.—Л.: Детгиз, 1941. — 164 с. — (Школьная библиотека). — 78 500 экз.
- Успенский Л. В. Занимательная география / Под ред. доцента И. И. Бабкова. Обложка и рисунок на титуле Ю. Скалдина. — Л.: Лениздат, 1947. — 88 с. — 15 000 экз.
- Антрушин А. Д., Успенский Л. В. Спутник пятнадцатилетнего капитана / Вклейки с разрезами кораблей Е. Войшвилло. Цветная вкладка и чертежи Н. Белоземцева. Обложка Ю. Киселева. — Л.: Детгиз, 1955. — 414 с. — 30 000 экз.
- Успенский Л. В., Шнейдер К. Н. На 101 острове. [Рассказ о Ленинграде]. — Л.: Детгиз, 1957. — 95 с. — 30 000 экз.
- Успенский В. В., Успенский Л. В. Ленинград. Из истории города / Илл. Б. Калаушин, Я. Крестовский, Ю. Смольников. — Л.: Детгиз, 1957. — 99 с. — 90 000 экз.
- Успенский Л. В., Шнейдер К. Н. За семью печатями. Очерки по археологии / Оформление Н. Гришина. Предисловие доктора исторических наук Б. Б. Пиотровского. — М.: Молодая гвардия, 1958. — 280 с. — 35 000 экз.
- Успенский Л. В., Балабанов, В. А. Наши самолёты / Худож. В. Тамби и Е. Войшвилло. — Л.: Детгиз, 1959. — 32 с. — 115 000 экз.
- Успенский Л. В., Шнейдер К. Н. За семью печатями. Очерки по археологии / Предисловие доктора исторических наук  Б. Б. Пиотровского. — Изд. 2-е, доп. — М.: Молодая гвардия, 1963. — 296 с. — 50 000 экз.
- Успенские В. и Л. Мифы древней Греции / Рис. К. И. Рудакова. Оформление А.Гасникова. — 2-е изд. — Л.: Детская литература, 1976. — 144 с. — (Школьная библиотека). — 300 000 экз. (Содержание: Золотое руно. — Подвиги Геракла.)
- Успенские В. и Л. Мифы древней Греции / Рис. К. И. Рудакова. — 3-е изд. — Л.: Детская литература, 1977. — 176 с. — (Школьная библиотека). — 150 000 экз. (Содержание: Золотое руно. — Подвиги Геракла.)
- Успенский Л. В. Двенадцать подвигов Геракла / Худож. И. Д. Шуриц. — Новосибирск: Западно-Сибирское книжное издательство, 1977. — 64 с. — 200 000 экз.
- Успенский В. В., Успенский Л. В. Мифы Древней Греции: Золотое руно; Подвиги Геракла / Рис. Т. Леоновой. — Переизд. — Л.: Дет. лит., 1989. — 190 с. — 150 000 экз. — ISBN 5-08-000164-X.
- Успенский В. В., Успенский Л. В. Двенадцать подвигов Геракла / Худ. В. Э. Коваль. — Волгоград: Нижне-Волжское книжное издательство, 1996. — 158 с. — 10 000 экз. — ISBN 5-7610-0379-1.

### Другие книги
- Лев Рубус (Успенский Л. В., Рубинов Л. А.). Запах лимона. — Харьков: Космос, 1928. — 258 с.
- Успенский Л. В. Кот в самолёте [и др. рассказы] / Рис. и обл. Г. Шевякова. — М.—Л.: Детиздат, 1938. — 96 с. — 50 000 экз.
- Успенский Л. В. Храбрый мышонок / Рис. Н. Селиванова-Картер. — М.—Л.: Детиздат, 1938. — 16 с. — (Маленькая библиотека). — 200 000 экз.
- Успенский Л. В. Четыре боевых случая. [Ворошилов в годы гражданской войны] / Рис. К. Рудакова. — М.—Л.: Детиздат, 1938. — 24 с. — 252 000 экз.
- Караев Г. Н., Успенский Л. В. Пулковский меридиан. — Детиздат. — 1939.
- Успенский Л. В. Четыре боевых случая. [Ворошилов в годы гражданской войны] / Рис. К. Рудакова. — Изд. 2. — М.—Л.: Детиздат, 1941. — 28 с. — 100 000 экз.
- Успенский Л. В.,  Караев Г. Н. В копорском замке. — М.—Л., 1941.
- Успенский Л. В. Павлик-фанфарист / Рис. И. Королёва. — М.—Л.: Детгиз, 1941. — 12 с.
- Успенский Л. В. Рассказы о невозможном / Рис. П. Кирпичёва. — М.—Л.: Детгиз, 1942. — 52 с. — (Военная библиотека школьника). — 50 000 экз. (Содержание: Есть перейти. — Ветер, песок, геометрия. — Рыжики. — Руки-крюки. — Старуха. — Крапива в лесу не растет. — Волчонок.)
- Успенский Л. В. Рождение «балтийца»: [Из истории одного боевого соединения]. — Л., 1942. — 44 с. — (Политическое управление краснознамённого Балтийского флота. В помощь агитатору).
- Успенский Л. В. Скобарь / Рис. А. Ермолаева. — М.—Л.: Детгиз, 1943. — 36 с. — (Военная библиотека школьника).
- Успенский Л. В. Рассказы / Илл. Н. В. Симоновская. — М.—Л.: Военмориздат, 1944. — 124 с. (Содержание: Старуха. — Голос в лесу. — Рыжики. — Танюшка. — Потертость. — Автолет-самомобиль. — Скобарь.)
- Успенский Л. В. Скобарь. — Магадан: Советская Колыма, 1945. — 76 с. — 5000 экз.
- Мишурис А., Успенский Л. Жанры газетных материалов: [В помощь редактору краснофлотской газеты/ Главное политическое управление Военно-Морского Флота; Вып. 3]. — М.—Л.: Военно-морское издательство, 1945. — 77 с.
- Караев Г. Н., Успенский Л. В. Пулковский меридиан. — Л.: Лениздат, 1948. — 376 с. — 15 000 экз.
- Караев Г. Н., Успенский Л. В. 60-я параллель: Роман / Рис. А. Карасика. — Л.: Детгиз, 1955. — 728 с. — (Библиотека приключений и научной фантастики). — 30 000 экз.
- Караев Г. Н., Успенский Л. В. Пулковский меридиан / Художник И. Старосельский. — Изд. 3-е, переработанное и дополненное. — М.: Воениздат, 1956. — 584 с.
- Караев Г. Н., Успенский Л. В. 60-я параллель: Роман. — М.: Воениздат, 1958. — 859 с.
- Караев Г. Н., Успенский Л. В. 60-я параллель: Роман / Художник Л. Красовский. — Изд. 2-е, перераб. и доп. — Л.: Детская литература, 1964. — 832 с. — (Библиотека приключений и научной фантастики). — 65 000 экз.
- Успенский Л. В. Повести и рассказы / Илл. Н. Лямин. — Л.: Детская литература, 1965. — 413 с. — 50 000 экз. (Разделы: Военные рассказы. — Рассказы о невозможном. — Скагеррак. — Рассказы про учёных. — Повести: Плаванье «Зеты», Купип.)
- Успенский Л. В. Павлик-фанфарист / Рис. В. Шевченко. — Л.: Детская литература, 1965. — 20 с. — 100 000 экз.
- Успенский Л. В. Павлик-фанфарист / Рис. В. Шевченко. — М.: Детская литература, 1968. — 20 с. — 300 000 экз.
- Успенский Л. В. Записки старого петербуржца / Художник Ю. Н. Васильев. — Л.: Лениздат, 1970. — 512 с. — 75 000 экз.
- Успенский Л. В. Смелая разведка: Рассказы / Илл. С. Рудаков. — Л.: Детская литература, 1974. — 31 с. — 450 000 экз.
- Успенский Л. В. Павлик-фанфарист: Рассказ / Рис. В. Шевченко. — 5-е изд.. — Л.: Дет. лит., 1981. — 17 с. — 500 000 экз.
- Успенский Л. В. Записки старого петербуржца: Главы из книги. — Л.: Лит. изд.-ред. агентство «Лира», 1990. — 349 с. — 100 000 экз.
- Успенский Л. В. 1916. — М.-Владимир: АСТ, Зебра Е; ВКТ, 2010. — 320 с. — (Великая судьба России). — 4000 экз. — ISBN 978-5-17-058739-1, 978-5-94663-957-6, 978-5-226-02376-7.

### Отдельные публикации
- Успенский Л. В. Язык революции. // Пять искусств (сборник). — 1928.
- Успенский Л. В. Материалы по языку русских лётчиков. // Язык и мышление (сборник), т. VI-VII / Редактор Иван Мещанинов. — М.—Л.: Академия наук СССР, 1936. — С. 161—217. — 346 с. — 3200 экз.
- Успенский Л. В. Послесловие. // Верн Ж. В 80 дней вокруг света. — М.: Молодая гвардия, 1936.
- Успенский Л. В. Глокая куздра // Пионер. — 1936.
- Успенский Л. В. Скагеррак // Красноармеец. Краснофлотец. — 1938.
- Успенский Л. В. Перед глобусом и картой // Знание-сила. — 1938. — № 11.
- Успенский Л. В. Лётчик Слепень // Смена. — 1939. — № 8.
- Успенский Л. В. Копорский замок // Смена. — 1939. — № 9.
- Успенский Л. В. Блохолов // Пионер. — 1940.
- Успенский Л. В. Плавание «Зэты»: Научно-фантастический рассказ / Рис. В. Таубера // Вокруг света. — 1946. — № 5—6. — С. 16—22.
- Успенский Л. Три часа пятнадцать минут // Звезда. — 1943. — № 2. — С. 32—37.
- Успенский Л. Из ленинградского блокнота // Звезда. — 1943. — № 5/6. — С. 107—113.
- Успенский Л. Из среднеазиатских записей: [Кыз-Кеткен; Песня бакенщика; Стервятник; Кобра]. Стихи. // Звезда. — 1952. — № 4. — С. 82—85.
- Успенский Л. Справедливость. Стихи // Звезда. — 1954. — № 7. — С. 101—102.
- Успенский Л. Поэзия науки // Звезда. — 1954. — № 10. — С. 157—163.
- Успенский Л. В. Из записок старого ленинградца // Звезда. — 1957. — № 6. — С. 130—137.
- Успенский Л. Слово на карте. [О происхождении геогр. названий] // Вокруг света  / Илл: П. Павлов. — 1957. — № 10. — С. 19—24.
- Успенский Л. В. Приключения языка: О языке приключенческой и научно-фантастической литературы // Звезда. — 1958. — № 9. — С. 235—243.
- Успенский Л. В. Урал и «словопыты» // Уральский следопыт. — 1960. — № 9. — С. 32—33.
- Успенский Л. В. Блохолов // Искатель. — 1962. — № 2. — С. 144—158.
- Успенский, Л. В. Биография слов. [О происхождении слов] // Наука и жизнь. — 1962. — № 6, с. 23-25; № 7, с. 45—50.
- Успенский Л. В. «Я к вам пишу…» // Литературная газета. — около 1963.
- Крон А., Успенский Л. Кавычки и какбычегоневычки // Литературная газета. — 1965. — 16 октября.
- Успенский Л. У Лукоморья // Звезда. — 1966. — № 9. — С. 138—155.
- Успенский Л. В. Стриж второго батальона // Вокруг света. — 1967.
- Успенский Л. В. Братски ваш  Герберт Уэллс. // Вторжение в Персей: сборник фантастики. — Л.: Лениздат, 1968. — С. 443—468.
- Успенский Л. В. Смешная история // Искатель. — 1968. — № 2. — С. 71—85.
- Стругацкий Б., Гор Г., Успенский Л., Варшавский И., Брандис Е. и др. Три мнения // Советский экран. — 1968. — № 17. — С. 20.
- Успенский Л. В. Человек летит (из книги воспоминаний) // Вокруг света. — 1969. — № 5. — С. 66—70.
- Успенский Л. В. Плавание «Зеты» // Искатель. — 1970. — № 3. — С. 144—159.
- Успенский Л. Город, эпоха, человек // Звезда. — 1970. — № 4. — С. 11—22.
- Успенский Л. В. Предисловие. // Шалимов А. Цена бессмертия. — Л.: Детская литература, 1970. — С. 5—8.
- Успенский Л. В. Эн-два-О плюс икс дважды: Полуфантастическая повесть. // Тайна всех тайн (сборник). — Л.: Лениздат, 1971. — С. 7—82.
- Успенский Л. Мороз крепчал...: Семь смертных грехов газетной стилистики // Литературная газета. — 19 мая 1971. — С. 6.
- Успенский Л. Мои школы. [Главы из 2-й части книги «Записки старого петербуржца»] // Семья и школа. — 1971. — № 8, с. 40—44; № 9, с. 44—48; № 10, с. 41—46.
- Успенский Л. В. Шальмугровое яблоко: Повесть. // Фантастика-72 (сборник). — М.: Молодая гвардия, 1972. — С. 61—109.
- Успенский Л. В. С пылу, с жару // Литературная  Россия. — 1973. — 19 октября.
- О ритме художественной прозы. [Ответы писателей и пер. на анкету ред. журн. «Вопр. лит.»] М. Шагинян; Ю. Нагибин; А. Калинин; Г. Серебрякова; В. Войнович; В. Конецкий; В. Астафьев; Л. Успенский; Л. Обухова; С. Сартаков; А. Приставкин; В. Сафонов; Н. Кочин; М. Донской; Р. Райт-Ковалева; А. Никольская // Вопросы литературы. — 1973. — № 7. — С. 95—136.
- Успенский Л. И снова полвека // Звезда. — 1974. — № 1. — С. 3—6.
- Успенский Л. Слава России // Звезда. — 1974. — № 6. — С. 6—15.
- Успенский Л. Абсолютный вкус: [Воспоминания о Ю. Тынянове]. — 1974.
- Успенский Л. В. Как оно пишет // Литературная Россия. — 1975. — № 7 (14 февраля). — С. 8—9.
- Успенский Л. Три памяти // Литературная газета. — 15 декабря 1976. — С. 7.
- Успенский Л. Рассказы старого скобаря: [Ай да транбонщик!; Процесс; Бей Вересимовских! / Предисл. авт.] // Звезда. — 1977. — № 1. — С. 77—97.
- Успенский Л. Что же такое «Хорошо» и что такое «Правильно»?: [Отрывок из книги «Культура речи»] // Наука и жизнь. — 1977. — № 5. — С. 91—93.